# Sixteen Stone
Sixteen Stone ist das Debütalbum der britischen Post-Grunge-Band Bush aus dem Jahr 1994.

## Entstehung und Veröffentlichung
Die Erstveröffentlichung von Sixteen Stone erfolgte am 6. Dezember 1994 bei SPV. Das Album erschien in seiner Originalausführung als CD mit zwölf Titeln (Katalognummer: 076-72872). Am 19. Dezember 2014 erschien es bei Music On Vinyl erstmals als LP-Ausführung (Katalognummer: MOVLP1292) Im Folgejahr erschien diese auch bei Sony Music (Katalognummer: 88875135431).
Alle Lieder wurden von Bush-Frontmann Gavin Rossdale geschrieben. Die Produktion erfolgte durch alle Bush-Mitglieder sowie Clive Langer und Alan Winstanley.

## Stil
Sixteen Stone erschien 1994, als sich die Grunge-Bewegung nach der Auflösung ihres ehemaligen Flaggschiffs Nirvana dem Ende zuzuneigen schien. Doch Bush waren mit der Veröffentlichung von Sixteen Stone gerade am Beginn ihrer Karriere.

## Titelliste
1. Everything Zen – 4:38
2. Swim – 4:55
3. Bomb – 3:22
4. Little Things – 4:24
5. Comedown – 5:26
6. Body – 5:42
7. Machinehead – 4:16
8. Testosterone – 4:19
9. Monkey – 4:00
10. Glycerine – 4:26
11. Alien – 6:34
12. X-Girlfriend – 0:45

## Singleauskopplungen
Sixteen Stone enthielt fünf Singles: Everything Zen, Little Things, Comedown, Machine Head und Glycerine.
Glycerine
Das Musikvideo zu Glycerine wurde gedreht, als die Band auf Tournee in den USA war. Sie hatten nur sehr wenig Zeit für den Dreh, da das Visum der Band bereits abgelaufen war. Trotzdem wurde das Video sehr gelobt und mit zahlreichen Preisen ausgezeichnet, darunter auch der People's Choice Award bei den MTV Video Music Awards im Jahr 1996.
Als der Produzent Desmond Child Glycerine hörte, dachte er, dass Rossdale darin „Kiss the Rain“ singen würde. Als er herausfand, dass dies nicht der Fall war, schrieb er ein Lied mit dem Namen Kiss the Rain für Billie Myers. Kiss the Rain wurde Myers erste Single, und erreichte Platz 15 in den US-Charts.

## Kommerzieller Erfolg

### Chartplatzierungen
Sixteen Stone avancierte mit Rang vier zum Top-10-Erfolg in den US-amerikanischen Billboard 200, während es im Vereinigten Königreich Rang 42 und Deutschland Rang 68 erreichte.
| ChartsChartplatzierungen       | Höchstplatzierung | Wochen |
| ------------------------------ | ----------------- | ------ |
| Deutschland (GfK)              | 68 (8 Wo.)        | 8      |
| Vereinigte Staaten (Billboard) | 4 (109 Wo.)       | 109    |
| Vereinigtes Königreich (OCC)   | 42 (5 Wo.)        | 5      |

### Auszeichnungen für Musikverkäufe
| Land/Region                  | Auszeichnungen für Musikverkäufe (Land/Region, Auszeichnung, Verkäufe) | Verkäufe  |
| ---------------------------- | ---------------------------------------------------------------------- | --------- |
| Australien (ARIA)            | 2× Platin                                                              | 140.000   |
| Kanada (MC)                  | 8× Platin                                                              | 800.000   |
| Neuseeland (RMNZ)            | 2× Platin                                                              | 30.000    |
| Vereinigte Staaten (RIAA)    | 6× Platin                                                              | 6.000.000 |
| Vereinigtes Königreich (BPI) | Silber                                                                 | 60.000    |
| Insgesamt                    | 1× Silber · 18× Platin ·                                               | 7.030.000 |

## Trivia
- Im Vereinigten Königreich war ein Stone eine Maßeinheit für Gewichte. Ein Stone sind etwa 6,4 Kilogramm. Somit sind 16 Stone etwa 102 Kilogramm. Auf die Frage was der Albumtitel Sixteen Stone bedeute sagte Rossdale: „Once upon a time there was a lonely man... my friend, who called a phone number advertising a '21 year Scandinavian beauty, new in town.' When she arrived, she was forty years old and sixteen stone...“ (in Deutsch etwa: „Vor einiger Zeit war da ein einsamer Mann... mein Freund, dieser Mann rief eine Telefonnummer an die für eine 21-jährige skandinavische Schönheit, die neu in der Stadt ist, warb. Als er sie traf war sie 40 Jahre alt und 16 Stone schwer...“)
- Nach der Veröffentlichung von Sixteen Stone wurde Bush häufig nachgesagt, dass sie nur eine Kopie von Nirvana seien. Rossdale wurde sogar unterstellt, er würde die Stimme von Kurt Cobain versuchen zu imitieren. Von diesen Vorwürfen konnte sich die Band bis heute nicht komplett lossagen.[10]